# Rogoznica (Słowenia)
Rogoznica – wieś w Słowenii, w gminie Lenart. W 2018 roku liczyła 99 mieszkańców.